# مؤسسه دانش آزاد
مؤسسه دانش آزاد سال ۲۰۰۶ در هلند تأسیس شد. این سازمان ناسودبر از جنبش نرم‌افزار آزاد الهام گرفته‌است. مؤسسه دانش آزاد تبادل آزاد دانش را در تمام عرصه‌های اجتماعی به وسیلهٔ آزادی استفاده، تغییر، کپی و توزیع دانش در چهار حوزهٔ مختلف اما شدیداً مرتبط با هم شامل آموزش، فناوری، فرهنگ و علم پرورش می‌دهد.
مؤسسه دانش آزاد در چندین پروژه مرتبط با آموزش، دسترسی به دانش، 'مالکیت فکری' و منابع آموزش آزاد (OER) همکاری می‌کند.

## دورنما
شبکه‌های ارتباطی به خصوص اینترنت بخش قابل توجهی از تحولی را که فقط با پیامدهای صنعت چاپ نشریات قابل مقایسه است، تشکیل می‌دهند.
اینترنت در دورانش، شاخه‌هایی را به تمایلات طبیعی ما برای به اشتراک گذاری دانش اضافه کرده‌است.
با این حال هنوز بخش غالب جامعه اعتقاد دارند که دانش باید توسط چندین رژیم قانونی که عموماً 'مالکیت فکری' خطاب می‌شوند محافظت شود. اصطلاح مالکیت فکری ادعا می‌کند که دانش می‌تواند به صورت اختصاصی دارای صاحب باشد ولی از این تفاوت بین کالای قابل لمس‌کردن و غیرقابل‌لمس کردن که کالای لمس کردنی دچار مشکل کمیابی می‌شود اما کالای غیرقابل لمس کردن می‌تواند با هدف افزایش ارزشش بدون محدودیتی کپی و به اشتراک گذاشته شود چشم‌پوشی می‌کند.
این جنبش در ۱۹۸۰ با پیدایش جنبش نرم‌افزار آزاد و استانداردهای باز که دارایی قابل توجهی به برنامه‌های آزاد داد و قالب اصلی اینترنت کنونی را تولید کردند شروع شد. اصول پشت نرم‌افزار آزاد انتشار بدون محدودیت و استفاده مجدد از کارهای فرهنگی و هنری در جنبش محتوای آزاد (از جمله کرییتیو کامنز) و تولید و استفاده از مواد آموزشی آزاد در بخش آموزشی را الهام می‌کند. در یک طریق مشابهی، جنبش دسترسی آزاد انتشار علنی تحقیقات برای دستیابی به دانش علمی پیشرفته را گسترش می‌دهد.
مؤسسه دانش آزاد اعتقاد دارد با ترویج دانش آزاد در زمینهٔ تکنولوژی، آموزش، فرهنگ و علم، افراد و سازمان‌های بیشتری از فواید به اشتراک‌گذاری دانش بهره‌مند می‌شوند.

## پیدا کردن اصول اولیه
مؤسسه دانش آزاد مجموعه‌ای از اصول سازگار با اهدافش را تدوین و تنظیم کرده‌است. این اصول نقطه شروع را به‌اشتراک‌گذاری دانش با سنت کپی‌لفت قرار داده و شامل استفاده از نرم‌افزار آزاد، پایبندی به اهمیت آموزش، احترام به گوناگونی و تنوع فرهنگ‌ها، شفافیت و اجماع است.

## فعالیت‌ها
مؤسسه دانش آزاد در راستای رسیدن به این دورنما و برای نشان دادن اشکالات و پیشنهاد جایگزین برای سیاست‌های نادرست در مذاکرات و فعالیت‌های سیاسی مشارکت می‌کند. به همین دلیل مؤسسه دانش آزاد با شبکه‌های گوناگونی کار می‌کند و با بقیه گروه‌ها و سازمان‌ها متحد است. هشدارهایی دربارهٔ طرح‌های مربوط به سیاست‌های پارلمان اروپا که بی‌طرفی شبکه را تهدید می‌کردند، تنظیم شدند.

## پروژه‌ها

### پروژهٔ SELF
چارچوب SELF در نظر دارد با آموزش با کیفیت بالا و محتوای آموزشی دربارهٔ نرم‌افزار آزاد و استاندارد باز به یک چارچوب وب مشارکتی تبدیل شود. این بر اساس کلاس‌های بین‌المللی فناوری‌های نرم‌افزار آزاد که اجازهٔ مطالعه و انتشار محتوای آزاد را می‌دهند است و توسط جامعهٔ جهانی هدایت می‌شود.
- SELF (سرواژهٔ علم، آموزش و یادگیری در آزادی) یک پروژهٔ بین‌المللیست که توسط کمیسیون اروپا تأمین مالی شده و چارچوبی برای تشویق همکاری خلاقانه و انتشار محتوای آموزشی و آموزش متداوم را ایجاد کرده و به نرم‌افزار آزاد و استانداردهای باز توجه خاصی دارد. از مدل ویکی‌پدیا الهام گرفته، چارچوب SELF برای تمام کسانی که می‌خواهند دانششان را به این بیاورند و بدون هیچ محدودیتی به اشتراک بذارند، برای مشارکت باز است.

### کنفرانس دانش آزاد، فناوری آزاد
کنفرانس دانش آزاد، فناوری آزاد (FKFT) یک رویداد است که تولید و به اشتراک گذاری محتوای آموزشی را در زمینهٔ نرم‌افزار آزاد و استانداردهای باز هدف قرار می‌دهد. این رویداد اولین بار در سال ۲۰۰۸ در شهر بارسلونا و توسط پروژهٔ SELF و مؤسسه دانش آزاد برگزار شد.

### دانشگاه فناوری آزاد
دانشگاه فناوری آزاد شامل کمپ‌های مجازی پیشرفته با قطعات آموزشی است که به صورت کاملاً آنلاین دنبال می‌شود. محتوای آموزشی منابع باز آموزشی هستند که می‌تواند به صورت آزاد آموزش داده شود اما یادگیرنده‌هایی که در دانشگاه فناوری آزاد ثبت‌نام می‌کنند توسط کادر مجرب آموزشی از دانشگاه‌هایی که مشارکت می‌کنند، راهنمایی می‌شوند. دورهٔ کامل استادی می‌تواند در یکی از دانشگاه‌ها منعقد شود.
برنامهٔ طولانی عمر (LLP) از کمیسیون اروپا پروژه را از نظر اقتصادی حمایت می‌کند. بین این مؤسسه و دانشگاه‌های مختلف اروپایی و سازمان‌هایی که به دانشگاه‌های باز ندرلند (OUNL) از هلند و دانشگاه باز کاتالونیا (UOC) از اسپانیا و ... علاقه‌مندند، همکاری هست.

### انجمن فرهنگ آزاد
انجمن فرهنگ آزاد یک ملاقات بین‌المللی پیرامون فرهنگ آزاد و دانش در بارسلونا از ۳۰ اکتبر تا ۱ نوامبر ۲۰۰۹ است. این به‌طور مشترک با دومین نسخهٔ oXcars اتفاق می‌افتد. در طول انجمن ۲۰۰ سازمان و شخصیت مرتبط با اصطلاحات فرهنگ آزاد دربارهٔ خصوصی‌سازی تولید و مالکیت معنوی و تأثیر آن روی دسترسی به دانش و تولید و توزیع هنر، دانش و فرهنگ صحبت می‌کنند. انجمن با قرائت تعریف "پروانهٔ نوآوری، خلاقیت و دسترسی به دانش" پایان می‌پذیرد.